# Liste des comtes de Barcelone
 (juin 2010).
Si vous disposez d'ouvrages ou d'articles de référence ou si vous connaissez des sites web de qualité traitant du thème abordé ici, merci de compléter l'article en donnant les références utiles à sa vérifiabilité et en les liant à la section « Notes et références ».
Cet article dresse la liste des comtes de Barcelone.

## Comtes bénéficiaires
- 801-820 : Berà, considéré comme parent de Guillaume de Gellone, duc d'Aquitaine
- 820-826 : Rampon de Barcelone
- 826[n 1]-832 : (premier passage) Bernard de Septimanie, fils de Guillaume de Gellone, comte de Toulouse et marquis de Septimanie[1], duc d'Aquitaine[réf. nécessaire][n 2], et de sa première femme Cunégonde (Kunigunde). Comte d'Autun jusqu'en 830, marquis de Septimanie jusqu'en 831[1]. Également comte de Toulouse, de Narbonne et de Roussillon[réf. nécessaire]
- 832-835 : Bérenger de Toulouse, également comte et duc de Toulouse
- 836-844 : (second passage) Bernard de Septimanie. Il est peu probable que Bernard ait été comte de Barcelone à aucun moment[2] : s'il a pu se réfugier à Barcelone après sa disgrâce et son bannissement par les fils de l'empereur Louis en 830[1], c'est que cette terre ne faisait pas partie des terres confisquées par lui[2].
- 844-848 : Sunifred Ier, également marquis d'Espagne
- 848-850 : Guillaume de Septimanie (Guillem), fils de Bernard de Septimanie
- 850-852 : Aleran de Troyes, également comte de Narbonne, de Roussillon et d'Empuries
- 852-858 : Odalric Ier, également comte de Gérone, d'Empuries et de Roussillon
- 858-864 : Unifred, également comte du gau ou pagus de Zürich) de 872 à 876[3], comte de Gérone, de Narbonne, de Roussillon et d'Empuries[réf. nécessaire][n 3]
- 865-878 : Bernard de Gothie, également marquis de Gothie et comte de Narbonne et de Roussillon
- 878-897 : Guifred le Velu, fils de Sunifred Ier, également marquis d'Espagne et comte de Besalu, de Cerdagne, de Gérone, d'Ausone et d'Urgell.

À partir de Guifred le Velu, les comtés de Gérone et d'Ausone sont considérés comme annexés au comté de Barcelone et ne sont plus rappelés dans les titulatures.

## Maison de Barcelone
- 897-911 : Guifred II Borrell, dit aussi Borrell Ier, fils de Guilfred le Velu ;
- 911-948 : Sunyer Ier, frère du précédent, également comte de Besalú ;
- 948-992 : Borrell II, également comte d'Urgell, ne se considère plus comme le vassal des rois de France depuis l'avènement de la dynastie capétienne. Les rois de France ne renoncent pour autant pas à leurs droits sur le territoire ;
- 992-1017 : Raymond Borrell ;
- 992-1021 : Ermessende de Carcassonne, règne conjointement avec son époux. Après la mort de Raymond Borrell, exercé la régence au nom de son fils, Bérenger Raymond Ier ;
- 1018-1035 : Bérenger Raymond Ier le Courbe ;
- 1035-1039 : Ermessende de Carcassonne, Après la mort de son fils, exercé la régence au nom de son petit-fils, Raimond-Bérenger Ier ;
- 1035-1076 : Raimond-Bérenger Ier le Vieux, règne conjointement avec son épouse Almodis de La Marche ;
- 1052-1071 : Almodis de la Marche, règne conjointement avec son époux ;
- 1076-1082 : Raimond-Bérenger II Tête d'Etoupe, règne conjointement avec son frère jumeau Bérenger-Raimond II qui finit par l'assassiner ;
- 1076-1097 : Bérenger-Raimond II le Fratricide, il règne conjointement avec son frère jumeau Raimond-Bérenger II, puis avec son neveu Raimond-Bérenger III ;
- 1082-1131 : Raimond-Bérenger III le Grand, également par son deuxième mariage comte de Provence (1113-1131), vicomte de Millau et de Carlat (1112-1131), seigneur de Laurac et du Lauragais, également comte de Besalú en 1111 et de Cerdagne en 1117 ;

À partir de Raimond-Bérenger III, le comté de Besalú est considéré comme annexé au comté de Barcelone et n'est plus rappelé dans les titulatures.

À partir de 1159, les comtes de Barcelone portent « d'or à quatre pals de gueules ».

- 1131-1162 : Raimond-Bérenger IV le Saint, également vicomte de Millau et de Lauragais, devint prince d'Aragon par son mariage avec Pétronille d'Aragon en 1137 et comte de Cerdagne.

## Comtes de Barcelone et rois d'Aragon
- 1162-1196 : Alphonse Ier le Chaste (1157-1196). Originellement prénommé Ramón, succède à son père en 1162 comme Ramón comte de Barcelone, de Gérone, d'Osauna, de Besalú, de Cerdagne et de Roussillon. Succède à sa mère en 1174 comme Alphonse II le Chaste (“el Casto”) roi d'Aragon[6].
- 1196-1213 : Pierre Ier le Catholique, également roi d'Aragon (sous le nom de Pierre II). Premier témoignage écrit de la langue catalane. Il meurt lors de la bataille de Muret, le 12 septembre 1213[6], pendant la croisade des Albigeois.
- 1213-1276 : Jacques Ier le Conquérant (1208-1276), succède à son père Pierre Ier en 1213 (âgé de 5 ans) comme roi d'Aragon, comte de Barcelone, de Gérone, d'Osauna, de Besalú, Cerdagne et Roussillon (son grand-oncle Sancho est régent pendant sa minorité). Également seigneur de Montpellier par sa mère Marie de Montpellier, nièce de l'empereur de Constantinople. Conquérant de Majorque (31 déc. 1229), de Valence (28 sept. 1238) et d'Ibiza (janv. 1266)[7]. Par le traité de Corbeil (1258), le roi de France Louis IX renonce de iure à ses droits de vassalité sur la Catalogne, indépendante de facto depuis 875.
- 1276-1285 : Pierre II d'Aragon (1239-1285), appelé ensuite  Pierre III le Grand. En 1241 lui est promise la succession des Îles Baléares, de Valence et de Montpellier en 1241. Reçoit le Roussillon et la Cerdagne après la mort de Nuño Sancho de Aragón en 1242. En 1244 une nouvelle répartition de la succession de son père intervient, par laquelle lui est attribuée la Catalogne en héritage de son père. Nommé procureur de Catalogne en 1257. Encore une autre répartition de l'héritage de son père en 1262 lui dévolue l' Aragon, la Catalogne et Valence. Il succède à son père en 1276 comme Pierre III "le Grand" roi d'Aragon et comte de Barcelone, et comme Pierre Ier roi de Valence. Conquérant de la Sicile (1282) et s'en déclare roi sous le nom de Pierre Ier, mais cette conquête cause son excommunication en novembre 1282 par le pape Martin IV (qui soutient les Angevins). Renonce à la Sicile sur son lit de mort pour le prix de sa paix avec l’Église[8].
- 1285-1291 : Alphonse II le Libéral (1265-1291), également roi d'Aragon (sous le nom d'Alphonse III) et de Valence (sous le nom d'Alphonse Ier), conquérant de Minorque[9].
- 1291-1327 : Jacques II le Juste (1267-1327), frère du précédent, également roi d'Aragon et de Valence, comte d'Empuries, conquérant de la Sardaigne (sous le nom de Jacques Ier), auparavant roi de Sicile (sous le nom de Jacques Ier)[10].
- 1327-1336 : Alphonse III le Benin (1299-1336). Envahit la Sardaigne en 1323, Pise renonçant à ses droits sur la Sardaigne (en sa faveur) en 1326 ; roi de Sardaigne (sous le nom d'Alphonse Ier). Succède à son père en 1327 comme  roi d'Aragon (sous le nom d'Alphonse IV) et de Valence (sous le nom d'Alphonse II), et comte de Barcelone[11].
- 1336-1387 : Pierre III le Cérémonieux ou celui avec la petite dague (1319-1387), également roi d'Aragon (sous le nom de Pierre IV), de Valence (sous le nom de Pierre II) et de Majorque, comte de Roussillon, de Cerdagne et d'Urgell sous le nom de Pierre Ier[12]. Création de la Généralité de Catalogne.
- 1387-1396 : Jean Ier le Chasseur ou l'Amateur de la gentilhommerie (1350-1396), également roi d'Aragon, de Valence, de Sardaigne et de Majorque, et comte de Roussillon et de Cerdagne[12].
- 1396-1410 : Martin Ier l'Humain (1356-1410), frère du précédent, également roi d'Aragon, de Valence, de Sicile (sous le nom de Martin II), de Sardaigne et de Majorque, et comte de Roussillon et de Cerdagne[12]. Il a été le dernier comte-roi réellement catalan.

## Maison de Trastamare
- 1412 - 1416 : Ferdinand Ier (1380-1416), également roi d'Aragon, de Valence, de Majorque, de Sardaigne et de Sicile, et comte de Roussillon et de Cerdagne[13].
- 1416 - 1458 : Alphonse IV, également roi d'Aragon (sous le nom d'Alphonse V), de Valence (sous le nom d'Alphonse III), de Majorque (sous le nom d'Alphonse Ier), de Sardaigne (sous le nom d'Alphonse II), de Sicile (sous le nom d'Alphonse Ier) et des Deux-Siciles (sous le nom d'Alphonse Ier) et comte de Roussillon (sous le nom d'Alphonse II) et de Cerdagne (sous le nom d'Alphonse II)
- 1458 - 1479 : Jean II, également roi d'Aragon, de Valence, de Majorque, de Sardaigne et de Sicile, et comte de Roussillon et de Cerdagne
- 1479 - 1516 : Ferdinand II, également roi d'Aragon, de Valence, de Majorque, de Sardaigne et de Sicile et des Deux-Siciles (sous le nom de Ferdinand Ier), et comte de Roussillon et de Cerdagne

À partir d'ici, les comtes de Barcelone, en plus d'être rois d'Aragon (entre d'autres titres), sont aussi rois de Castille.

## Maison deHabsbourg
- 1516 - 1556 : Charles Ier (Charles Quint), roi des Espagnes
- 1556 - 1598 : Philippe Ier (Philippe II en Espagne)
- 1598 - 1621 : Philippe II (Philippe III en Espagne)
- 1621 - 1641 : Philippe III (Philippe IV en Espagne)

Les comtes de Barcelone qui ont occupé le trône durant la Guerre des faucheurs, n'ont pas régné sur le reste de la Couronne d'Aragon, où continuait de régner Philippe III.

## Maison deBourbon
- 1641 - 1643 : Louis Ier (Louis XIII en France)
- 1643 - 1652 : Louis II (Louis XIV en France)

## Maison deHabsbourg
- 1652 - 1665 : Philippe III (Philippe IV en Espagne)
- 1665 - 1700 : Charles II

## Guerre de Succession d'Espagne

### Maison deBourbon
- 1700-1705 : Philippe IV (Philippe V en Espagne)

### Maison deHabsbourg
- 1705 - 1714 : Charles III

## Maison deBourbon
- 1714 - 1724 : Philippe IV (Philippe V en Espagne), seconde période
- 1724: Louis Ier
- 1724 - 1746 : Philippe IV, troisième période
- 1746 - 1759 : Ferdinand III, (Ferdinand VI en Espagne)
- 1759 - 1788 : Charles IV, (Charles III en Espagne)
- 1788 - 1808 : Charles V, (Charles IV en Espagne)
- 1808 - 1808 : Ferdinand IV, (Fernando VII en Espagne)
- 1808 - 1814 : Titre vacant
- 1814 - 1833 : Ferdinand IV, (Fernando VII en Espagne)
- 1833 - 1977 : Titre vacant
- 1977 - 1993 : Juan de Bourbon. Juan Carlos Ier, son fils, roi d'Espagne depuis 1975, lui octroie le titre de comte de Barcelone.
- 1993 - 2014 : Juan Carlos Ier. Le titre revient à la Couronne à la mort de Juan de Bourbon.
- Depuis 2014 : Felipe VI. Devient comte à l'abdication du précédent et utilise le titre occasionnellement[14].

## Titre de courtoisie
- 1941 - 1977 : Juan de Bourbon. Durant le régime franquiste (1939-1975), ce prétendant alphonsiste au trône d'Espagne se donne le titre de comte de Barcelone. Il semble que l'intention de ce dernier était d'utiliser une mesure intermédiaire pour réclamer un titre royal, sans réclamer celui de roi d'Espagne. À la mort de Franco, en 1975, Juan Carlos Ier, fils de Juan de Bourbon, est proclamé roi d'Espagne. Deux ans plus tard, le 14 mai 1977, Juan de Bourbon renonce à ses prétentions en faveur du roi Juan Carlos, son fils.